# Смирновський (Кемеровський округ)
Смирно́вський (рос. Смирновский) — селище у складі Кемеровського округу Кемеровської області, Росія.
Стара назва — Смирновка.

## Населення
Населення — 90 осіб (2010; 72 у 2002).
Національний склад (станом на 2002 рік):
- росіяни — 79 %